# Нуево Еспадин ел Ретазо (Бериозабал)
Нуево Еспадин ел Ретазо (шп. Nuevo Espadín el Retazo) насеље је у Мексику у савезној држави Чијапас у општини Бериозабал. Насеље се налази на надморској висини од 490 м.

## Становништво
Према подацима из 2005. године у насељу је живело 19 становника.

### Хронологија
| Година       | 2005 |
| ------------ | ---- |
| Становништво | 19   |

### Попис
| # | Индикатор                        | Вредност |
| - | -------------------------------- | -------- |
| 1 | Укупно појединачних домаћинстава | 2        |